# 오성대
오성대(吴城垈, Seongdae Oh)는 한국의 만화가이다.

## 학력
서울과학기술대학교 (공업디자인) (학사)